# Jeffery Deaver

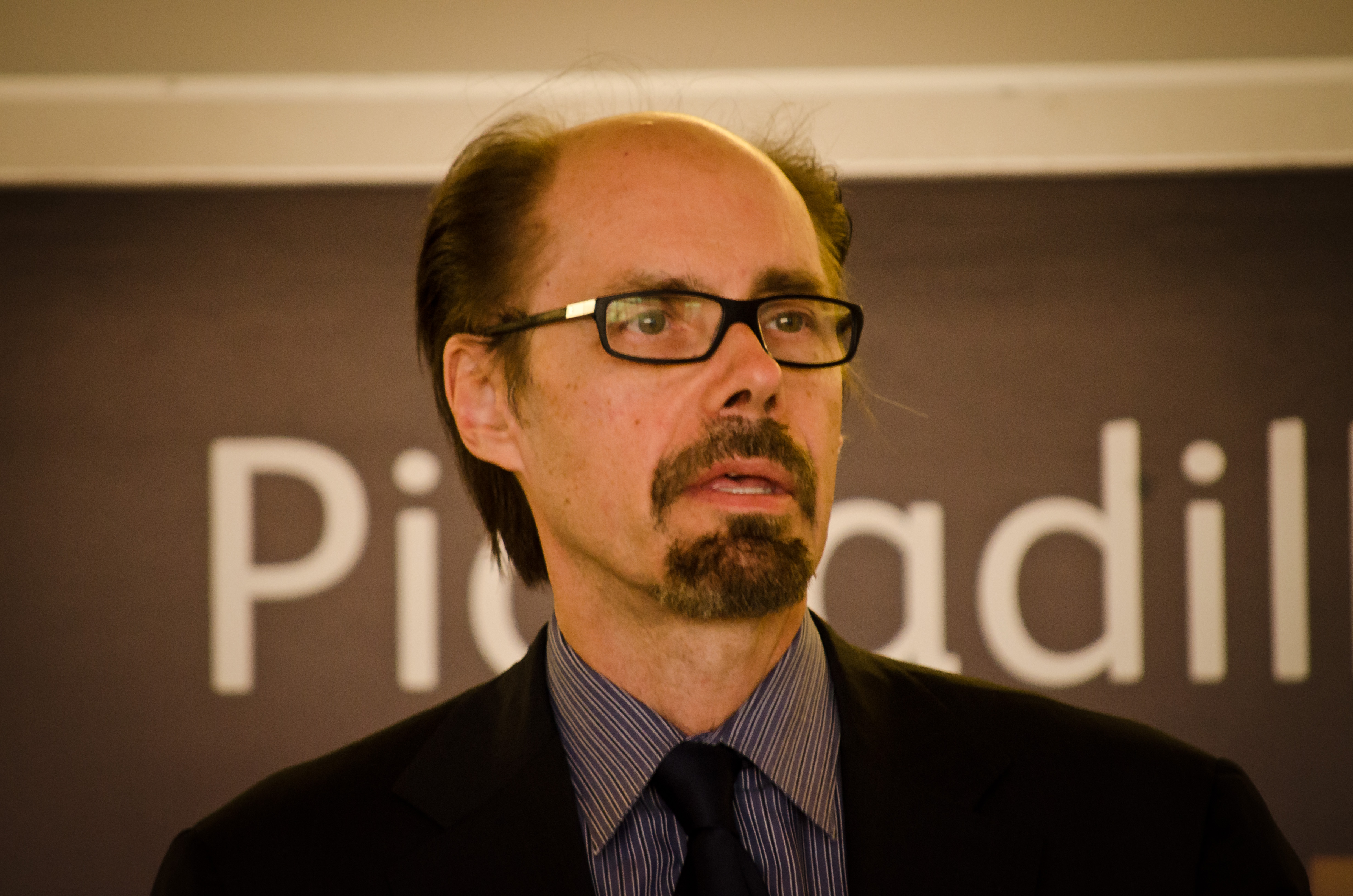
Jeffery Deaver v roce 2012

Jeffery Deaver (* 6. května 1950 v Glen Ellyn v Illinois, USA), je americký autor detektivních románů. Do češtiny jeho dílo překládají Jiří Kobělka, Zuzana Pernicová, Milada Suderová a Michal Švejda.

## Životopis
Narodil se 6. května 1950 v Glen Ellyn v americkém státě Illinois. Otec byl reklamní textař, matka byla hospodyňka, má taky sestru Julie Reece Deaverovou, která píše romány pro mládež. Svou první knihu, která se skládala z dvou kapitol, napsal když mu bylo jedenáct. Nejdříve se živil jako folkový zpěvák a skladatel, hrál a zpíval po klubech v San Francisku a v Chicagu. Pak se přestěhoval do New Yorku a přihlásil se na práva. Když pracoval jako komerční právník na Wall Street, začal psát svůj první román.
Je autorem třiceti dvou románů a tří sbírek povídek. Proslul zejména knihami s ochrnutým kriminalistou Lincolnem Rhymem nebo s filmařem Johnem Pellamem.

## Dílo

### Lincoln Rhyme
1. Sběratel kostí (orig. The Bone Collector), česky Ostrava: 1997, přel. Jiří Kobělka
2. Tanečník (orig. The Coffin Dancer), česky Ostrava: 1998, přel. Jiří Kobělka
3. Prázdné křeslo (orig. The Empty Chair), česky Ostrava: Domino 2002, přel. Jiří Kobělka
4. Kamenná opice (orig. The Stone Monkey), česky Ostrava: Domino 2004, přel. Jiří Kobělka
5. Iluze  (orig. The Vanished Man), česky Ostrava: Domino 2008, přel. Jiří Kobělka
6. Dvanáctá karta (orig. The Twelfth Card), česky Ostrava: Domino 2005, přel. Jiří Kobělka
7. Hodinář  (orig. The Cold Moon), česky Ostrava: Domino 2006, přel. Jiří Kobělka
8. Rozbité okno  (orig. The Broken Window), česky Ostrava: Domino 2008, přel. Jiří Kobělka
9. Hořící drát (orig. The Burning Wire), česky Ostrava: Domino 2010, přel. Jiří Kobělka
10. Pokoj smrti (orig. The Kill Room), česky Ostrava: Domino 2013, přel. Jiří Kobělka
11. Sběratel kůží  (orig. The Skin Collector), česky Ostrava: Domino 2012, přel. Jiří Kobělka
12. Ocelový polibek (orig. The Steel Kiss), česky Ostrava: Domino 2016, přel. Dalibor Míček
13. Poslední hodina (orig. The Burial Hour), česky Ostrava: Domino 2017, přel. Jiří Kobělka
14. Ostrý řez (orig. The cutting edge), česky Ostrava: Domino 2018, přel. Jiří Kobělka
15. Noční návštěvník (orig. The Midnight Lock), česky Ostrava: Domino 2023, přel. Jiří Kobělka
16. Hodinářův trik (org. The Watchmaker’s Hand), česky Kniha Zlín: Albatros 2024, přel. Jiří Kobělka

### Kathryn Danceová
1. Spící panna (The Sleeping Doll), česky Ostrava: Domino 2007, přel.
2. Kříže u cesty (Roadside Crosses), čeksy Ostrava: Domino 2009, přel.
3. Tvůj stín (orig. XO), česky Ostrava: Domino 2014, přel. Jiří Kobělka
4. Zapadákov (orig. The Solitude Creek), česky Ostrava: Domino 2015, přel. Dalibor Míček

### Colter Shaw
1. Hra na nikdy (orig. The never game), česky Ostrava: Domino 2019, přel. Jiří Kobělka
2. Komunita truchlících (orig. The Goodbye Man), česky Ostrava: Domino 2020, přel. Jiří Kobělka
3. Poslední důkaz, kniha vyšla v USA 11. května 2021
4. Čas lovu, Kniha Zlín 2023

### Brynn McKenzieová
1. Příští oběti

### Povídkové sbírky
- Panoptikum
- Vrahem může být kdokoliv (orig. More Twisted), česky Ostrava: Domino 2012, přel. Jiří Kobělka a Zuzana Pernicová
- Tak trochu šílení (orig. Trouble in mind), česky Ostrava: Domino 2014, přel. Jiří Kobělka
- Zločin
- Horká noc jako stvořená pro zločin
- Chopinův rukopis

### Samostatné práce
- Milenka spravedlnosti
- Lekce smrti
- Neklid (orig. Praying For Sleep), česky Ostrava: Domino 2012, přel. Jiří Kobělka
- Dívčí hrob
- Ďáblova slza
- Katedrála hrůzy
- Modrá sféra (orig. The blue nowhere), česky Ostrava: Domino 2011, přel. Jiří Kobělka
- Zahrada bestií
- Příští oběti
- Nula stupňů volnosti (James Bond)
- Lovec
- Říjnový seznam (orig. The october list), česky Ostrava: Domino 2015, přel. Dalibor Míček

### Trilogie s Rune
1. Manhattan je můj život
2. Smrt pornohvězdy
3. Žhavé zprávy

### John Pellam
1. Mělké hroby
2. Krvavá řeka
3. Pekelná kuchyně